# 下金山車站
下金山車站（日语：／ Shimo-kanayama eki */?）是曾位於北海道空知郡南富良野町字下金山的北海道旅客鐵道（JR北海道）根室本線的鐵路車站。車站編號為T33。電報略號為シモ。

## 歷史
- 1913年（大正2年）10月1日 - 以國有鐵道的車站開始營業。一般車站。
- 1982年（昭和57年）11月15日 - 廢除貨物及行李處理。同時車站無人化。
- 1987年（昭和62年）4月1日 - 國鐵分割民營化後，由JR北海道繼承。
- 1994年（平成6年）4月1日 - 由北海道旅客鐵道釧路分社改為北海道旅客鐵道總社管轄。

## 車站構造
- 下金山車站為擁有1個側式月台及1條鐵路路線的地面車站。無人車站。
- 以前車站擁有島式月台，並同時作貨物月台之用。由於貨物路線後來被廢除，餘下的島式月台因而成為側式月台。

## 車站周邊
位於下金山的聚落。沿車站前的道路行走為一列住宅。西側為山地。鄰近則是東京大學的實驗林場。
- 國道237號
- 下金山簡易郵政局
- 下金山小學
- 占冠村營巴士「下金山消防前」、南富良野町營循環巴士「下金山分遣所前」站

## 相鄰車站
北海道旅客鐵道（JR北海道）
■根室本線
山部（T32）－下金山（T33）－金山（T34）

## 其他
- 1921年至1957年期間，東京大學實驗林場內、下金山車站附近的貯木場有森林鐵道（北海道演習林森林軌道）行駛，負責運送木材。

## 外部連結
- （日語）下金山車站（页面存档备份，存于）
- （日語）參觀全部車站之旅（页面存档备份，存于）